# Следвай ме (филм)
„Следвай ме“ е български телевизионен игрален филм (драма) от 2003 година на режисьора Дочо Боджаков. Сценарият е на Марин Дамянов и Дочо Боджаков по фрагменти от разказите „Самотните декемврийски дъждове“ и „Другата тайна“ на Христо Карастоянов. Оператор е Иван Варимезов. Художник е Стефан Дорич. Музиката във филма е композирана от Теодосий Спасов.

## Актьорски състав
- Христо Шопов – Иван
- Биляна Петринска – Мария

С участието на:
- Стойчо Мазгалов – бащата на Мария
- Христо Гърбов – Бат Къчми, циганинът кмет
- Михаил Мутафов – професорът археолог
- Лидия Вълкова – учителката
- Румена Трифонова – съседката
- Невена Симеонова – лелята

В епизодите:
- Първан Първанов
- Тодор Тодоров
- Виктор Караиванов
- Виктор Траянов
- Георги Вучев
- Оркестър "REDBUL"